# Бубесгайм
Бубесгайм (нім. Bubesheim) — громада в Німеччині, знаходиться в землі Баварія. Підпорядковується адміністративному округу Швабія. Входить до складу району Гюнцбург. Складова частина об'єднання громад Кец.
Площа — 7,76 км2. Населення становить 1547 ос. (станом на 31 грудня 2020).